# Dąbrowa Górnicza
Dąbrowa Górnicza [dɔm.bˈrɔ.va gur.ˈni.t͡ʃa] est une ville de Pologne et un centre industriel, situé dans la voïvodie de Silésie (Zagłębie Dąbrowskie), partie historique de la Petite Pologne.

## Histoire
Le plus ancien quartier de la ville est Gołonóg, mentionné par le chroniqueur Jan Dlugosz au XVe siècle. L'évêque de Cracovie, Andrzej Trzebicki, y a fondé une église de style baroque au XVIIe siècle.
Le petit village Dąbrowa a commencé à grandir au début du XIXe siècle du fait du développement de l'industrie minière qui s'y établit à partir de 1834.
En 1972, le premier secrétaire du parti communiste polonais Edward Gierek décide de la construction du plus grand complexe sidérurgique d'Europe sur le district de Dąbrowa : Huta Katowice (pl). Le groupe Mittal a pris le contrôle du site en 2005.
Le nom de lieu Dąbrowa, est dérivé du mot polonais dab (chêne), et signifie chênaie. Il est probable que le territoire de la commune ait été préalablement recouvert d'une forêt de chêne. Depuis le XIXe siècle, la commune s'est développé pour devenir un centre important de l'exploitation minière du charbon, et son nom a été complété par l'adjectif Górnicza (qui se réfère à l'exploitation minière) en 1919, pour la distinguer des villes, comme Dąbrowa Tarnowska et Dąbrowa Białostocka.

## Jumelages
- Altchevsk (Ukraine)
- Studénka (Tchéquie)
- Câmpulung Moldovenesc (Hongrie)

## Illustrations

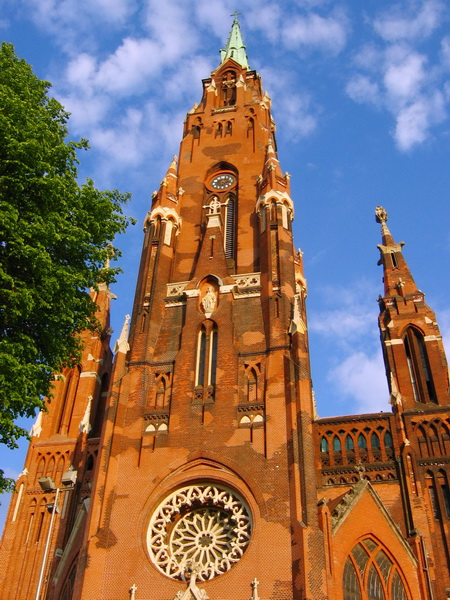
Basilique de Notre-Dame des Anges
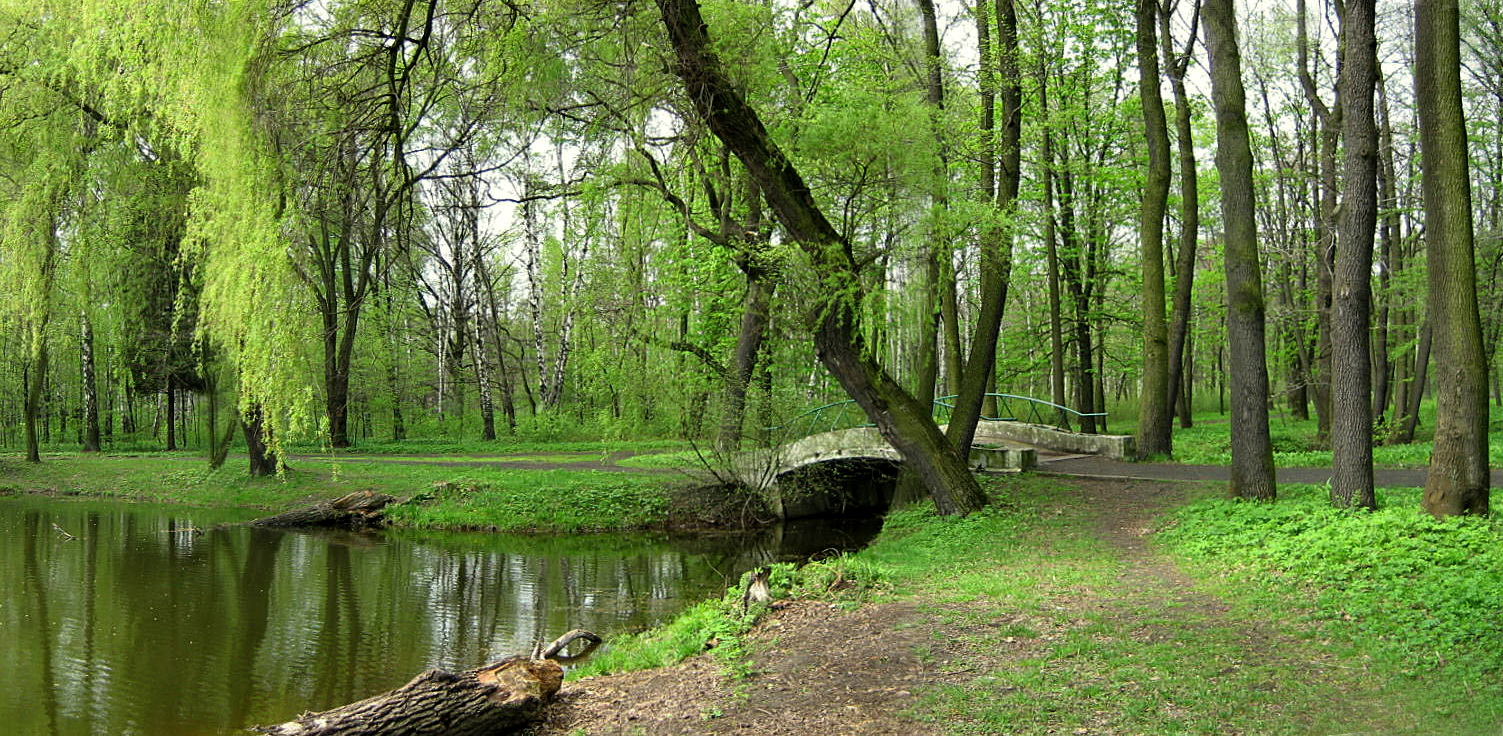
Parc Zelonia
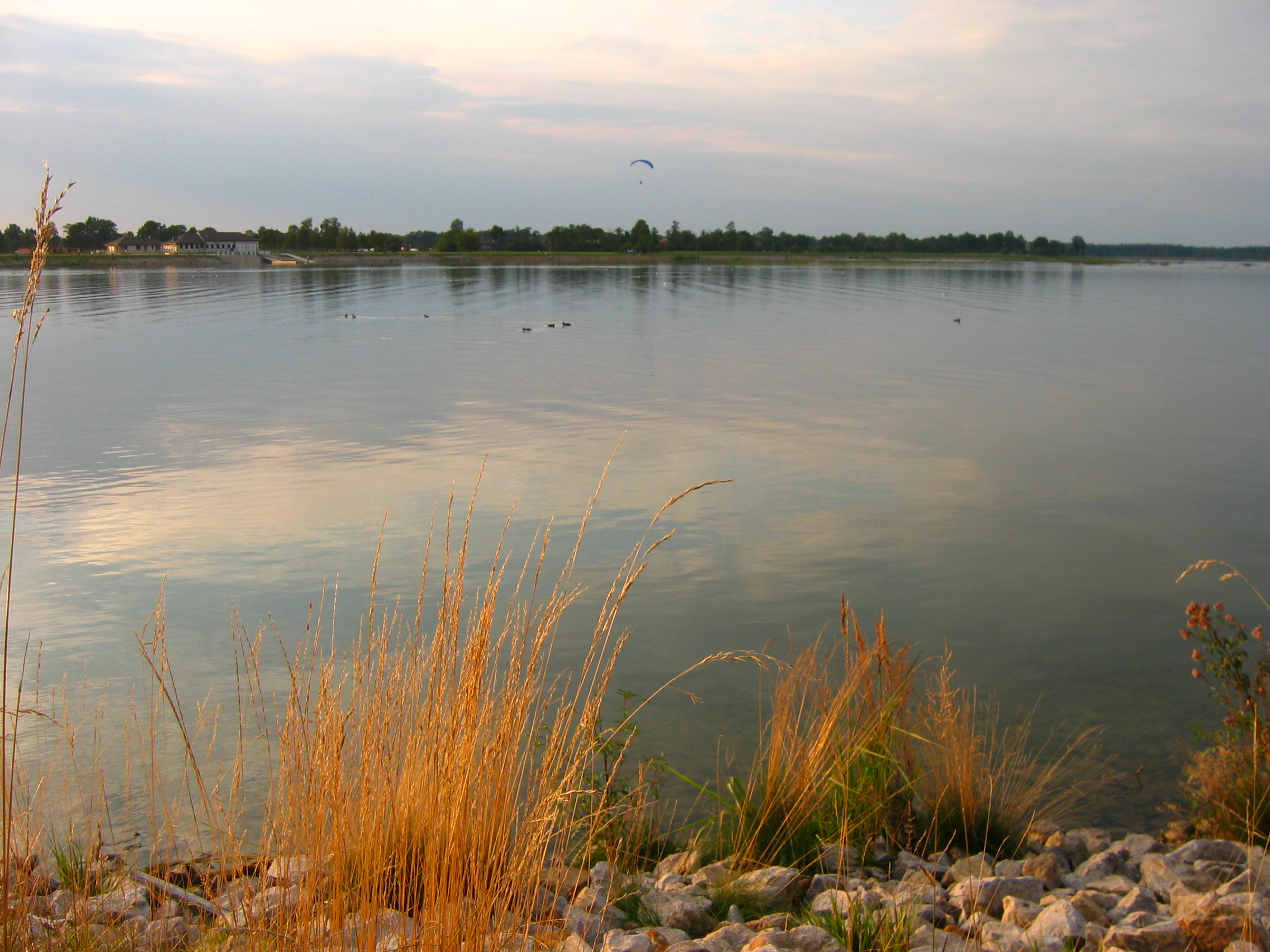
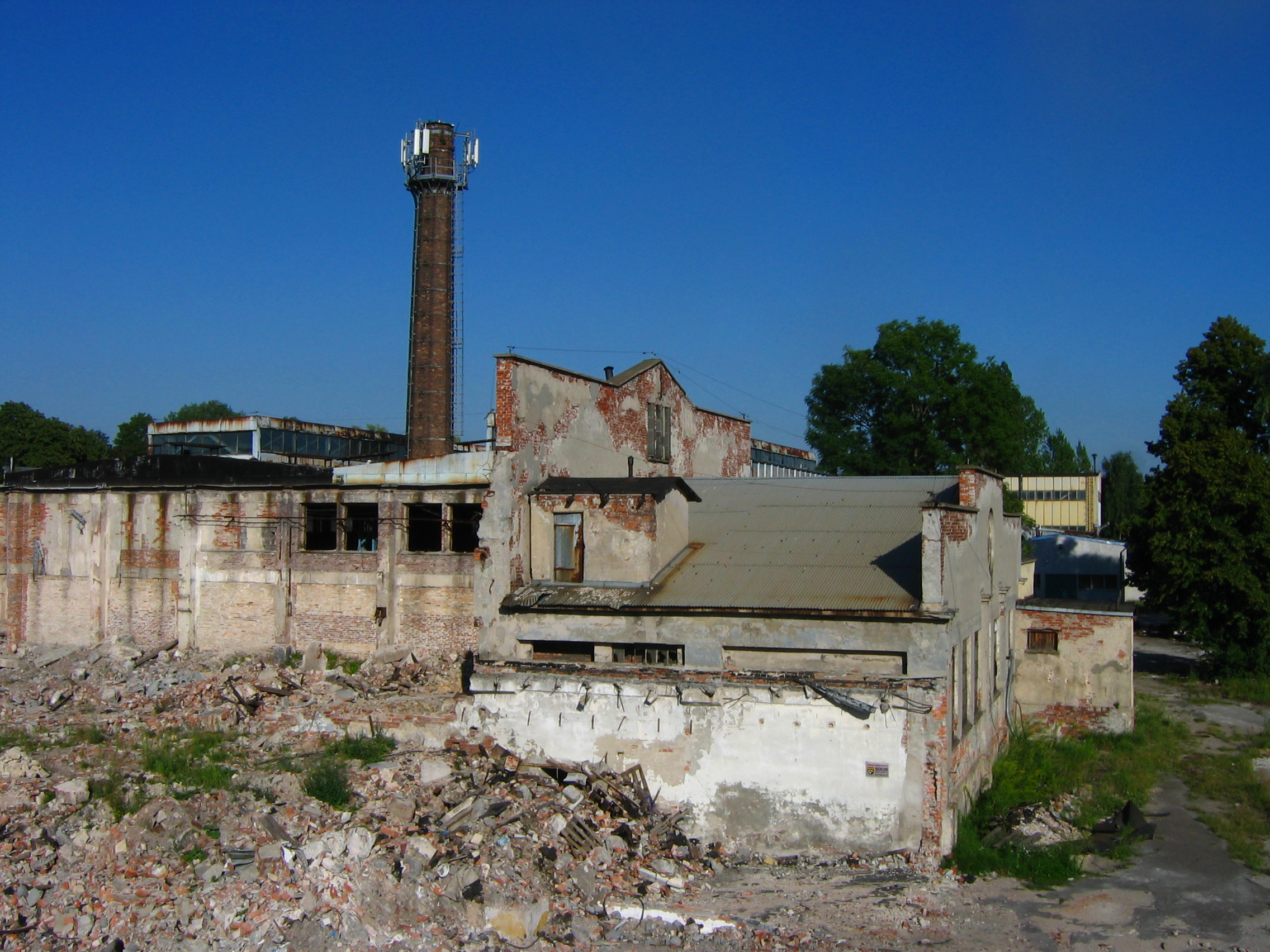
Ancienne exploitation minière
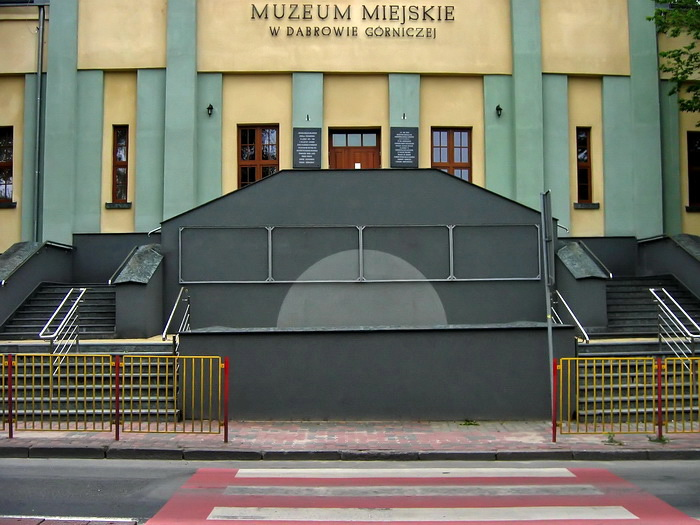
Musée
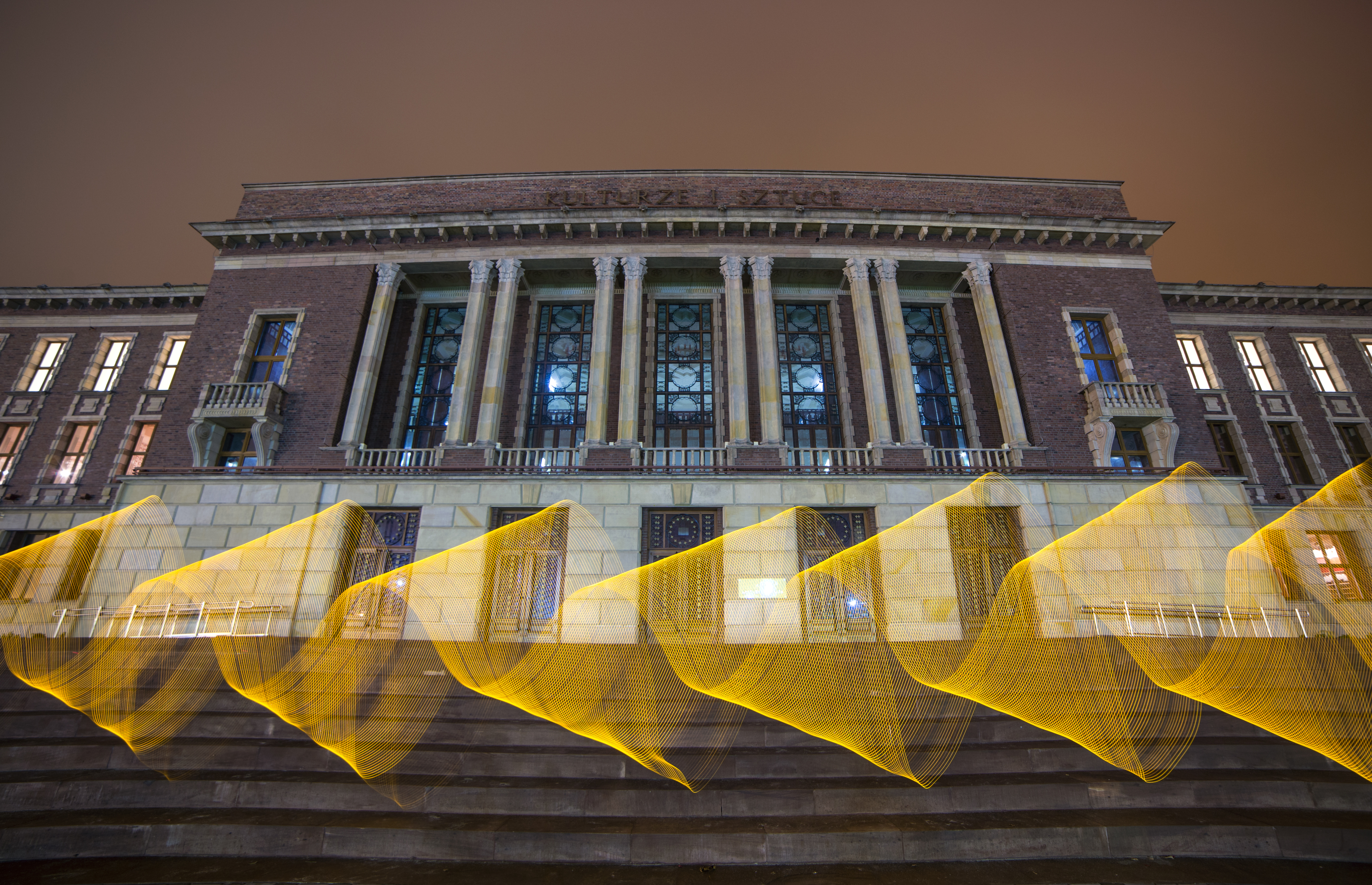
Palais de la culture
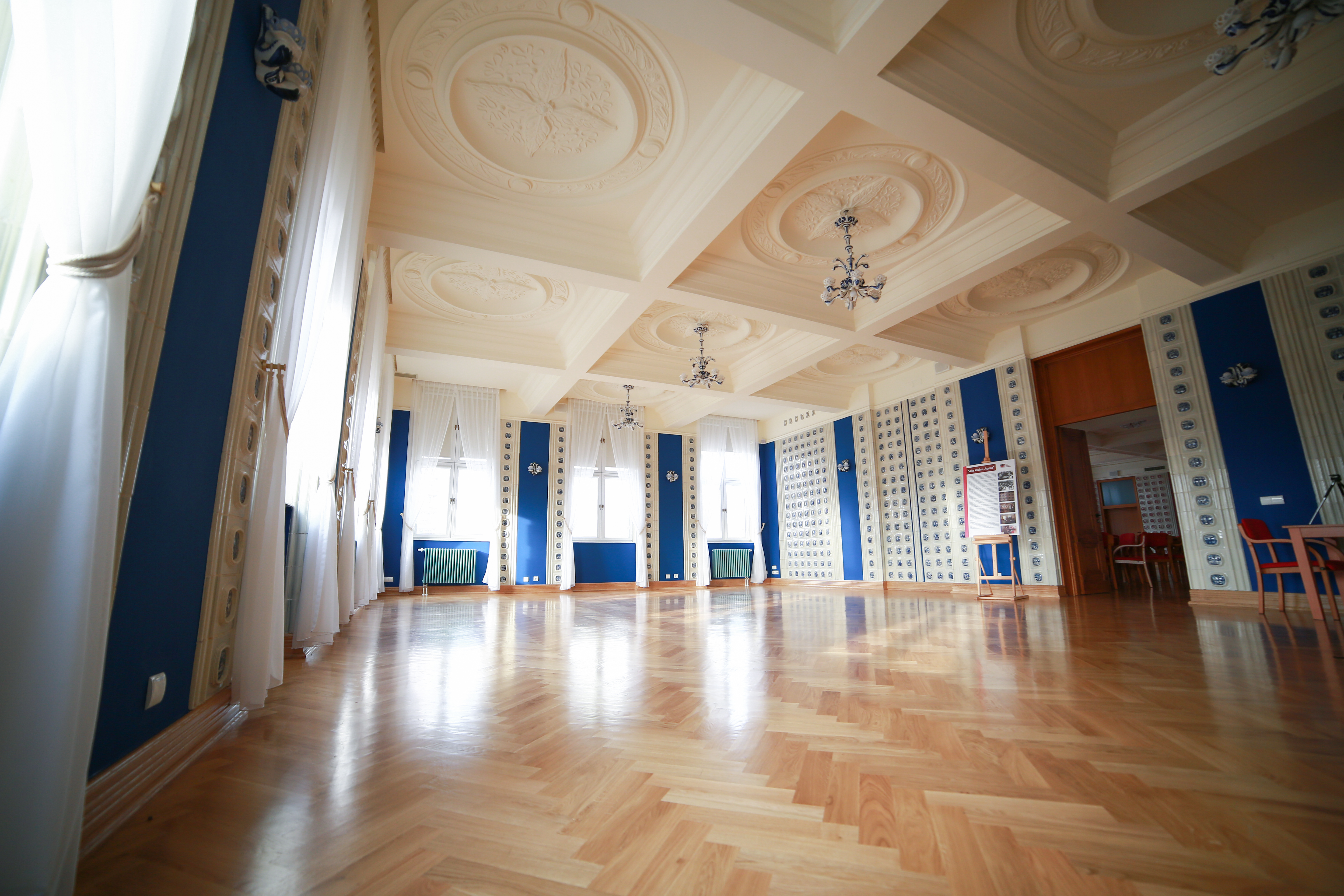
Palais de la culture
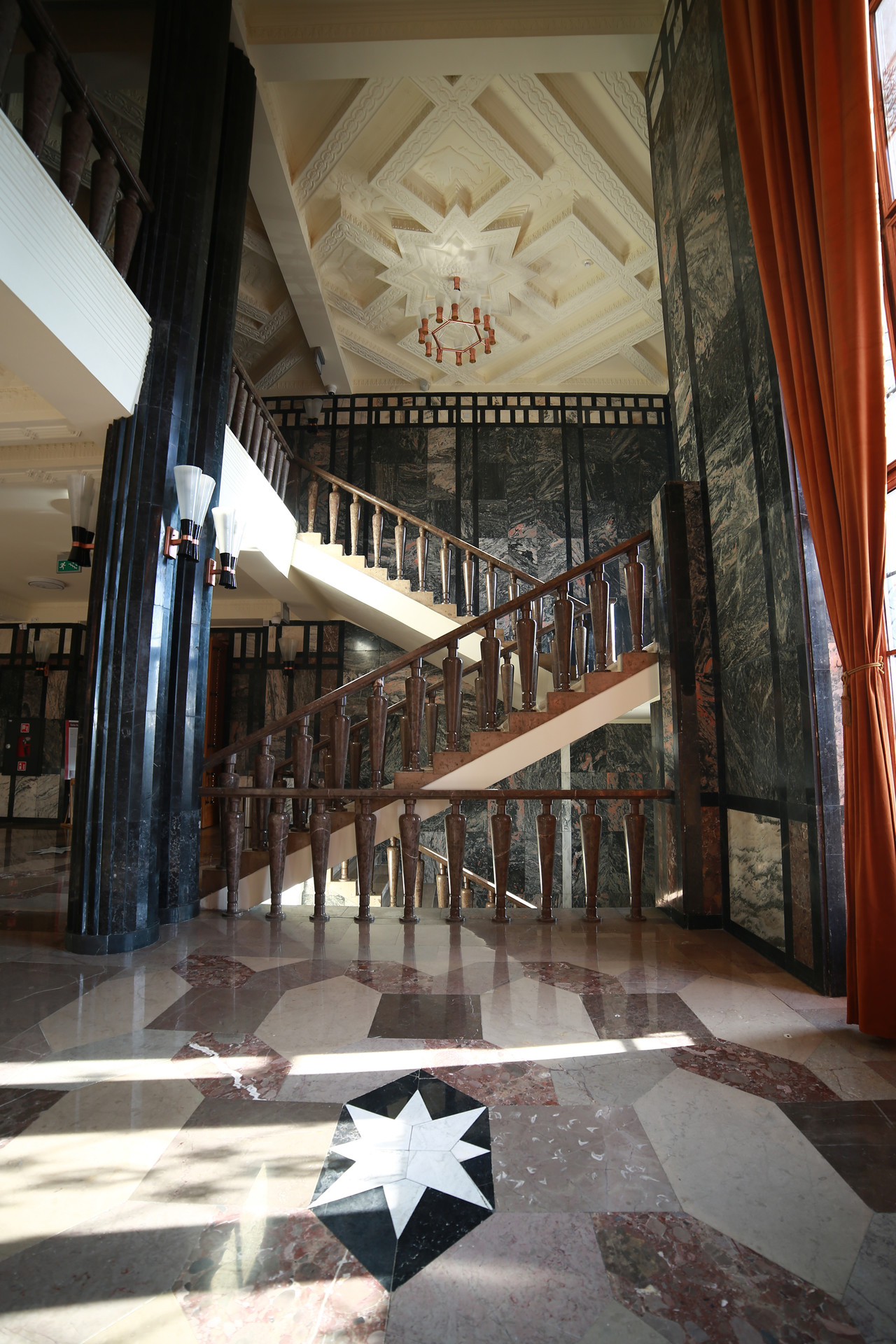
Palais de la culture

## Personnalités
- Jan Cieplak (1857-1926), évêque en Russie bolchévique.
- Karol Adamiecki (1866-1933), économiste, ingénieur et chercheur.
- Dawid Podsiadło (1993-), chanteur